# Odradivka, Novotroiițke
Odradivka (în ucraineană Одрадівка) este o comună în raionul Novotroiițke, regiunea Herson, Ucraina, formată numai din satul de reședință.

## Demografie
Componența lingvistică a comunei Odradivka
     Ucraineană (92,66%)
     Rusă (4,38%)
     Alte limbi (0,28%)
Conform recensământului din 2001, majoritatea populației comunei Odradivka era vorbitoare de ucraineană (92,66%), existând în minoritate și vorbitori de rusă (4,38%) și armeană (2,45%).